# نيكولاس لوسون
نيكولاس لوسون (بالنرويجية: Nicholas Lawson)‏ هو سياسي نرويجي وأمريكي، ولد في 23 نوفمبر 1790 في النرويج، وتوفي في 1 مارس 1851 في تشيلي.